# Église Notre-Dame de Champagne-sur-Seine
L’église Notre-Dame, parfois appelée église Notre-Dame-de-l’Assomption, est un édifice religieux catholique situé à Champagne-sur-Seine, en France. Il est inscrit aux monuments historiques depuis 1926.

## Situation et accès
L’édifice est situé entre la rue de l’Église, la route des Fours-du-Roy, la rue de la Gare et la route départementale 301, au nord de Champagne-sur-Seine. Plus largement, il se trouve dans le département de Seine-et-Marne, en région Île-de-France.

## Histoire
Le chœur et la façade ouest remontent au XIIe siècle, tandis que la nef est une reconstruction du XVIIe siècle.

## Statut patrimonial et juridique
L’église fait l’objet d’une inscription au titre des monuments historiques par arrêté du 18 mars 1926, en tant que propriété de la commune.

## Mobilier
L’église abrite notamment une sculpture de Vierge à l'Enfant en calcaire datée du XIVe siècle.